# Plasmalyse
Plasmalyse nennt man einen elektrochemischen Prozess, der eine Spannungsquelle benötigt. Sie beschreibt einerseits die plasma-chemische Dissoziation von organischen und anorganischen Verbindungen (z. B. C-H- und N-H-Verbindungen) in Wechselwirkung mit einem thermischen-/nichtthermischen Plasma zwischen zwei Elektroden, andererseits die Synthese, also die Vereinigung, von zwei oder mehr Elementen zu einem neuen Molekül (z. B. Methanisierung). Plasmalyse ist ein Kunstwort aus Plasma und Lyse (Griechisch λύσις, „[Auf-]Lösung“).

## Thermische/nicht-thermische Plasmen
Thermische Plasmen lassen sich technisch z. B. mittels induktiver Einkopplung von Hochfrequenzfeldern im MHz Bereich (ICP: Inductively coupled plasma) oder durch
Gleichstromeinkopplung (Bogenentladungen) erzeugen.
Ein thermisches Plasma ist dadurch charakterisiert, dass Elektronen, Ionen und Neutralteilchen sich im thermodynamischen Gleichgewicht befinden. Für Atmosphärendruckplasmen liegen die Temperaturen bei thermischen Plasmen in der Regel über 6000 K. Dies entspricht mittleren kinetischen Energien von weniger als 1 eV.
Nichtthermische Plasmen finden sich in Niederdruckbogenentladungen, wie z. B. Leuchtstofflampen, in dielektrisch behinderten Entladungen (DBE), wie z. B. Ozonröhren, in Mikrowellenplasmen (Plasmafackel, z. B. PLexc oder MagJet) oder in GHz-Plasmajets.
Ein Nicht-thermisches Plasma weist einen deutlichen Unterschied zwischen der Elektronen- und der Gastemperatur auf. So kann die Elektronentemperatur bei mehreren 10.000 K liegen, was mittleren kinetischen Energien von mehr als 1 eV entspricht, während
eine Gastemperatur nahe der Raumtemperatur gemessen wird. Solche Plasmen können trotz ihrer geringen Temperatur über Elektronenstöße chemische Reaktionen und Anregungszustände auslösen. Gepulste koronale und dielektrisch behinderte Entladungen gehören zur Familie der nichtthermischen Plasmen. Hier sind die Elektronen sehr viel heißer (mehrere eV) als die Ionen/Neutralgasteilchen (Raumtemperatur).

## Technische Aspekte
Zur Erzeugung eines nichtthermischen Plasmas bei Atmosphärendruck wird ein Arbeitsgas (Molekül- oder Inertgas, z. B. Luft, Stickstoff, Argon, Helium) durch ein elektrisches Feld geführt. Elektronen, die aus Ionisationsprozessen stammen, können in diesem Feld so
beschleunigt werden, dass sie Stoßionisationsprozesse auslösen. Werden bei diesem Prozess mehr freie Elektronen erzeugt als verloren gehen, kann sich eine Entladung aufbauen. Der Ionisationsgrad bei technisch genutzten Plasmen ist meist sehr gering, typischerweise einige Promille oder weniger. Die über diese freien Ladungsträger generierte elektrische Leitfähigkeit wird zur Einkopplung elektrischer Leistung genutzt. Die freien Elektronen können bei Kollisionen mit anderen Gasatomen oder Molekülen ihre Energie auf diese übertragen und damit hochreaktive Spezies erzeugen, die auf das zu behandelnde Material (gasförmig, flüssig, fest) einwirken. Die Elektronenenergie reicht aus, um kovalente Bindungen in organischen Molekülen zu spalten. Die benötigte Energie, um Einfachbindungen zu spalten, liegt im Bereich von etwa 1,5 – 6,2 eV, für Doppelbindungen im Bereich von etwa 4,4 – 7,4 eV und für Dreifachbindungen im Bereich von 8,5 – 11,2 eV. Für Gase, die auch als Prozessgase Verwendung finden können, ergeben sich z. B. Dissoziationsenergien von 5,7 eV (O2) und 9,8 eV (N2).

## Anwendungen von Atmosphärendruckplasmen
Atmosphärendruckplasmen wurden für eine Vielzahl industrieller Anwendungen eingesetzt, z. B. zur Entfernung flüchtiger organischer Verbindungen (VOC), zur Behandlung von Abgasemissionen und zur Behandlung von Polymeroberfläche und Lebensmitteln. Seit Jahrzehnten werden nichtthermische Plasmen auch zur Erzeugung von Ozon für die Wasserreinigung verwendet. Atmosphärendruckplasmen lassen sich vornehmlich durch eine Vielzahl von elektrischen Entladungen, in denen der Großteil der elektrischen Energie in die Erzeugung energetischer Elektronen fließt, charakterisieren. Diese energetischen Elektronen produzieren chemisch angeregte Spezies - freie Radikale und Ionen - sowie zusätzliche Elektronen durch Dissoziation, Anregung und Ionisierung von Hintergrundgasmolekülen durch Elektronenstoß. Diese angeregten Spezies oxidieren, reduzieren oder zersetzen wiederum die Moleküle wie z. B. auch Schmutzwasser oder Biomethan, die mit ihnen in Berührung gebracht werden.
Ein Teil der elektrischen Energie wird in chemische Energie umgewandelt. Die Plasmalyse kann somit zur Energiespeicherung dienen, beispielsweise bei der Plasmalyse von abwasserstämmigem Ammonium oder flüssigen Gärrest, die Wasserstoff und Stickstoff erzeugt. Der so gewonnene Wasserstoff kann als Energieträger einer Wasserstoffwirtschaft dienen.

## Mechanismen der Dissoziation von Gasen und Flüssigkeiten
Im Folgenden steht XH für eine beliebige Wasserstoffverbindung, z. B. CH- und NH-Verbindungen.
- Thermische Dissoziation: Gasförmige Wassermoleküle werden zum Beispiel in Plasmen bei T > 3000 K dissoziiert. Oberhalb von 3500 K werden auch H2 und O2 dissoziiert.

- Elektronenstoß-Dissoziation:
{\displaystyle e+XH(s,l,g)\rightarrow H(g)+X(s,l,g)}

Die Radikaldichte skaliert dabei mit der Elektronendichte sowie höheren Gas- und Elektronentemperaturen (thermische Dissoziation und Elektronenstoß)
- Ionenstoß-Dissoziation:
{\displaystyle A^{+}+XH(g)\rightarrow A^{+}+H+X(s,l,g)}

- Dissoziative Elektronenanlagerung:
{\displaystyle e+XH^{*}\rightarrow X^{-}(s,l,g)+H(g)}

Dieser Prozess erzeugt sowohl negative Ionen als auch neutrale Teilchen. Das Stoßelektron wird eingefangen, wobei der Einfang durch Stoßanregung erfolgt. Die Energiedifferenz zwischen dem Grundzustand und dem angeregten Zustand dissoziiert das Molekül. Diese Elektronen-induzierte Dissoziation des Wassers hängt von der Elektronentemperatur ab, die das Verhältnis der OH-Dichte (n_OH) zur Elektronendichte (n_e) entscheidend beeinflusst. Die maximale OH-Dichte wird dabei im frühen afterglow erreicht, wenn die Elektronentemperatur (T_e) niedrig ist.
- Photoionisation:
 Energiereiche Photonen dissoziieren Moleküle

- Solvatisierte Elektronen:
 Reduktionsmittel in der Flüssigkeit[5]

## Wirkungsgrad der Dissoziation unterschiedlicher Wasserstoffquellen

### Wasser-Elektrolyse
Da der Fokus stets auf der möglichst energieeffizienten Dissoziation von chemischen Verbindungen liegt, ist der Benchmark der Energieaufwand der Elektrolyse von destilliertem Wasser (45 kWh/kg H2) analog folgender Reaktionsgleichung:
- {\displaystyle \mathrm {2\ H_{2}O(f)\rightleftharpoons O_{2}(g)+2\ H_{2}(g)} \qquad \Delta H_{R\ 298}^{1bar(a)}=-286\ \mathrm {kJ/mol} }[6]

### Methan-Plasmalyse
Eine besonders effiziente Möglichkeit zur Erzeugung von Wasserstoff (10 kWh/kg H2) ist die Methan-Plasmalyse. Dabei wird Methan (z. B. auch aus Erdgas) unter Sauerstoffabschluss im Plasma analog folgender Reaktionsgleichung:
- {\displaystyle \mathrm {2\ CH_{4}(g)\rightleftharpoons C_{2}(f)+4\ H_{2}(g)} \qquad \Delta H_{R\ 298}^{1bar(a)}=-75\ \mathrm {kJ/mol} }[8]

zersetzt, wobei Wasserstoff und elementarer Kohlenstoff gebildet wird.
Die Methan-Plasmalyse bietet u. a. die Möglichkeit der dezentralen Dekarbonisierung des Erdgases bzw. bei Verwendung von Biogas auch die Realisierung einer aktiven verfahrenstechnischen CO₂-Senke, wobei entgegen dem bisher gängigen CCS-Verfahren kein Gas komprimiert und gespeichert werden muss, sondern der anfallende elementare Kohlenstoff in Produktform gebunden werden kann.

Diese Technologie kann auch zur Vermeidung des Abfackelns von sogenannten „flare gas“ eingesetzt werden, indem sie als Rohstoff für die Herstellung von Wasserstoff und Kohlenstoff verwendet wird.

### Schmutzwasser-Plasmalyse
Die Plasmalyse von Schmutzwasser und auch feststofffreier Gülle ermöglicht die Wasserstoffgewinnung aus im Abwasser enthaltenen Schadstoffen (Ammonium (NH4) oder Kohlenwasserstoffverbindungen (CSB)).
Die plasma-katalytische Spaltung von Ammoniak erfolgt analog folgender Reaktionsgleichung:
- {\displaystyle \mathrm {2\ NH_{3}(f)\rightleftharpoons N_{2}(g)+3\ H_{2}(g)} \qquad \Delta H_{R\ 298}^{1bar(a)}=-92\ \mathrm {kJ/mol} }

Dabei wird das behandelte Schmutzwasser gereinigt. Der Energiebedarf für die Erzeugung von grünem Wasserstoff beträgt dabei ca. 12 kWh/kg H2.

Diese Technologie kann auch als Ammoniak-Cracking-Technologie zur Spaltung des Wasserstoffcarriers Ammoniak verwendet werden.

### Zersetzung von Schwefelwasserstoff
Schwefelwasserstoff – Bestandteil in Erdöl und -gas und Nebenprodukt bei der Faulung biogener Substanzen – bietet sich aufgrund seiner schwachen Bindungsenergie auch für eine plasma-katalytische Spaltung zur Erzeugung von Wasserstoff und elementarem Schwefel an.
{\displaystyle \mathrm {H_{2}S(g)\rightleftharpoons H_{2}(g)+S(s)} \qquad \Delta H_{R\ 298}^{1bar(a)}=-20,5\ \mathrm {kJ/mol} }
Der Energiebedarf für die Erzeugung von derartigem Wasserstoff beträgt dabei ca. 5 kWh/kg H2.

## Reaktorgeometrien
Es zeigt sich, dass sowohl die Reaktorgeometrie als auch die Methode, wie das Plasma erzeugt wird, die Performance des Systems stark beeinflussen.